# فندق فيكتوريا
فندق فيكتوريا الكبير هو مبنى أُنشئ عام 1879 شمال نهر بردى في مدينة دمشق. تميز المبنى المؤلف من ثلاث طوابق بطراز معماري أوروبي وشرقي بما فيه من نوافذ وزخارف وأعمدة.

## تاريخ
أسس الفندق أحمد عزت العابد باسم " نزل هولو باشا"، وهو والد محمد علي العابد الذي أصبح أول رئيس لسوريا عام 1932.
استقبل المبنى حاشية القيصر الألماني فيلهلم الثاني عند زيارته عام 1898. سمي بفيكتوريا نسبة إلى الملكة فيكتوريا التي أرادت زيارة المدينة منذ عام 1897، ولكنها لم تستطع بسبب وفاتها في 1901. استقر فيه الحاكم العثماني جمال باشا ثم جمال مرسينلي ليشرف على انسحاب قواته عام 1918. نزل في الفندق الجنرال إدموند ألنبي و ممثله العسكري لورانس الذي قرر عزل محمد سعيد الجزائري في بهو الفندق في 1 تشرين الأول من نفس العام.
كما استقبل المهندس المعماري الإسباني فرناندو دي اراندا في 1902، اللورد بلفور عام 1925، الفنان تشارلي تشابلن في 1931 لحضور عرض فيلمه أضواء المدينة، بالإضافة إلى قيادات الحلفاء بعد معركة دمشق (1941).
سمي المبنى فيما بعد بفندق قصر الرشيد حتى هدمه في 1955 بناء على توصيات المهندس الفرنسي ميشال أكوشاغ، وتشييد بناء الحايك التجاري، لكن المنطقة بما فيها مازالت تمسى باسمها الأول ومنها جسر فيكتوريا ومشفى فيكتوريا في القصاع الذي أصبح الزهراوي. تحول بعدها المبنى لمؤسسة الصواف للتصوير الطبي.